# آگنیشکا پیلاشفسکا
آگنیشکا پیلاشفسکا (لهستانی: Agnieszka Pilaszewska؛ زادهٔ ۱۹ مارس ۱۹۶۵) بازیگر اهل لهستان است.
از فیلم‌ها یا مجموعه‌های تلویزیونی که وی در آن‌ها نقش داشته‌است، می‌توان به شش نفر، در بادیه و بیابان، گوش آقای رئیس، آب‌شدگی، سال‌های شیرین، عشق بزرگ کوچک، دوران افتخار، رنگ‌های خوشبختی و در خوشی و سختی اشاره نمود.